# Pseudoroegneria spicata

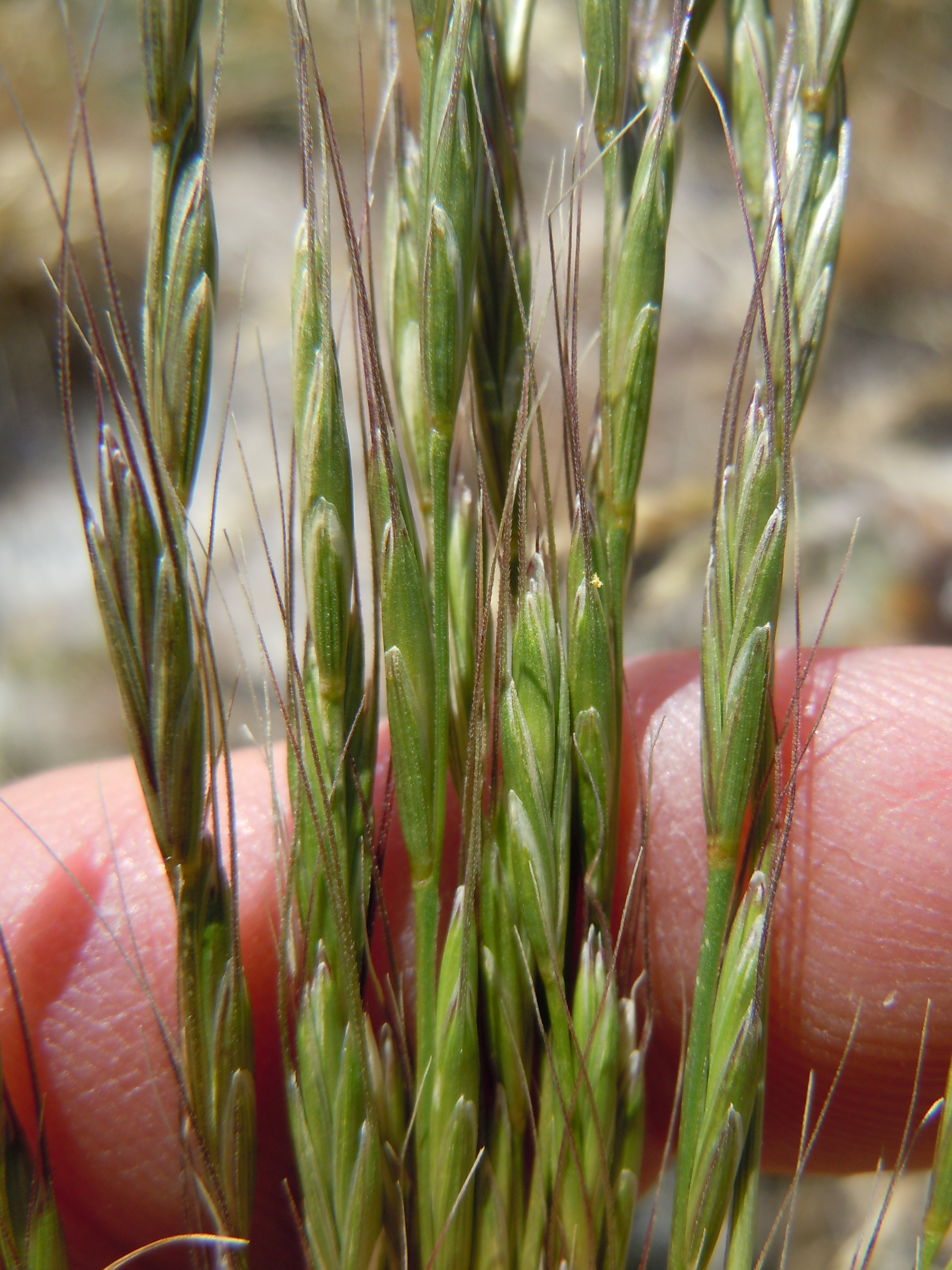
Detail klásků Pseudoroegneria spicata

Pseudoroegneria spicata (též jako Elymus spicatus či Agropyron spicatum) je druh trávy, který je ve Spojených státech znám pod triviálním jménem Bluebunch Wheatgrass. Vyskytuje se po celé západní polovině kontinentu od Aljašky až po Texas, kde je dominantní trávou v různých životních prostředích, mezi které patří lesy a travinná společenstva.

## Popis
Od ostatních trav svého druhu se odlišuje osinami, které odstávají od stonku téměř v pravém úhlu. Kořeny mají voskovitou vrstvu, která pomáhá přežít desikaci v suchých půdách. Ve vlhčích oblastech pak může tráva vytvářet oddenky.

## Využití
Jedná se o důležitou pícninu pro dobytek a divokou zvěř na západu Severní Ameriky. Je také široce využívána pro revegetaci zničeného životního prostředí, díky čemuž se vyvinuly různé kultivary.
Tráva představuje lehkou konkurenci pro plevelné rostliny, jako je například chrpa rozkladitá (Centaurea diffusa) a tráva Taeniatherum caput-medusae.
Jedná se o státní trávu amerických států Washington, Iowa a Montana.